# Ōji Hiroi
Ōji Hiroi  (広井 王子?, Hiroi Ōji), pseudonimo di Teruhisa Hiroi (廣井 照久?, Hiroi Teruhisa; 8 febbraio 1954), è un fumettista giapponese.
Fra i suoi lavori principali si possono citare Samurai Crusader, di cui è autore insieme con Ryōichi Ikegami, Madō King Granzort e il manga di Sakura Taisen, ispirato all'omonimo videogioco. Dal 2002 al 2012 ha scritto il manga Kyoko Karasuma Y-Files.